# Сикиязка
Сикиязка — река в России, протекает по Уфимскому и Кушнаренковскому районам Башкортостана. Длина реки составляет 35 км, площадь водосборного бассейна 239 км².
Начинается у населённого пункта Сперанский между урочищами Широкая Дача и Нурлинская Дача. Течёт по открытой местности на северо-северо-восток через сёла Колокольцево, Казырово, Николаевка, затем направляется на северо-запад, протекает через Волково. Пойма реки в низовьях заболочена, в среднем течении имеется много прудов-отстойников. Устье реки находится в 37 км по правому берегу реки Кармасан.
Основные притоки — Нурлинка и Березовый, оба — левые.

## Данные водного реестра
По данным государственного водного реестра России относится к Камскому бассейновому округу, водохозяйственный участок реки — Белая от города Уфа до города Бирск, речной подбассейн реки — Белая. Речной бассейн реки — Кама.
Код объекта в государственном водном реестре — 10010201512111100025132.